# Дача Бекетова
Дача Бекетова — будинок відомого українського архітектора Олексія Миколайовича Бекетова, побудований у 1898 році в Алушті. З 2014 року окупований Росією. Знаходиться на вулиці Комсомольській, 4.

## Історія
Сім'я видатного харківського архітектора, академіка Олексія Миколайовича Бекетова щоліта відпочивала в Криму, де його батько, професор Харківського університету хімік Микола Миколайович, мав невеликий маєток, де вирощував виноград, у західній частині Алушти Професорському куточку. 1895 року Микола Миколайович подарував синові ділянку землі, на якій Олексій Бекетов зводить будинок за власним проєктом.

## Архітектура будівлі
Дача Олексія Миколайовича має два поверхи, збудована з тесаного каміння, та має з боків двоярусні дерев'яні веранди-галереї. Завдяки вдалому проєктуванню і наявній асиметрії, будинок виглядає невеликим, затишним і компактним.
Ґанок першого поверху з терасою різьбленими дерев'яними колонами з капітелями. Штрихом в оздобленні карнизів будинку є горизонтальний пояс традиційних «сухариків» та іоніки. Парапети будівлі оздоблені зубцями, що нагадують ластівчаний хвіст. Дах будинку багатоярусний, вкритий металевими листами та має чотири машикулі (вежі).

## Будинок у ХХІ столітті
З 2014 року дача видатного українського архітектора тимчасово окупована Росією. Там працює «будинок-музей Олексія Бекетова», який є частиною комплексу музею російського письменника С. М. Сергєєва-Ценського.

## Галерея

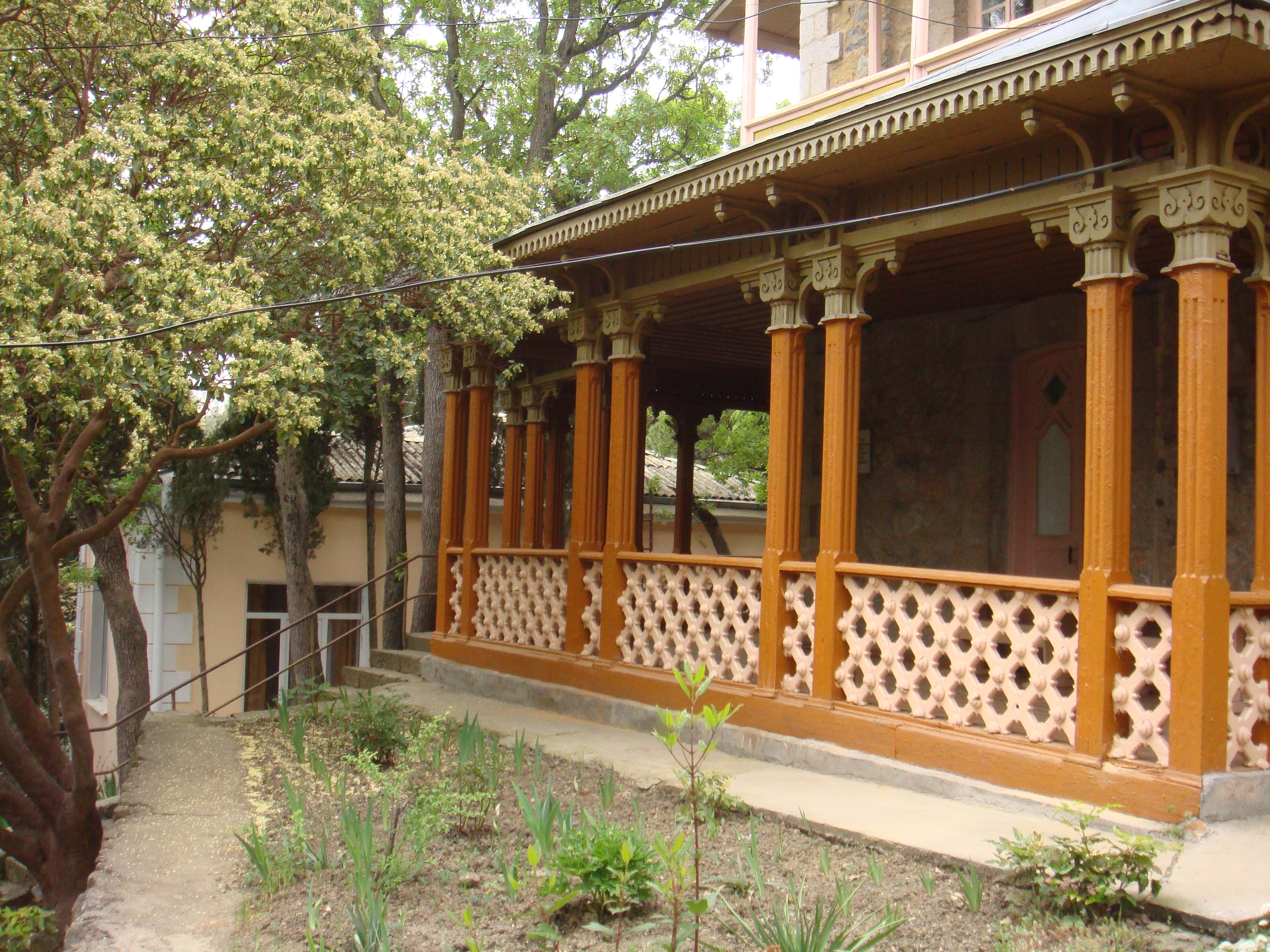
Дім-музей Бекетова
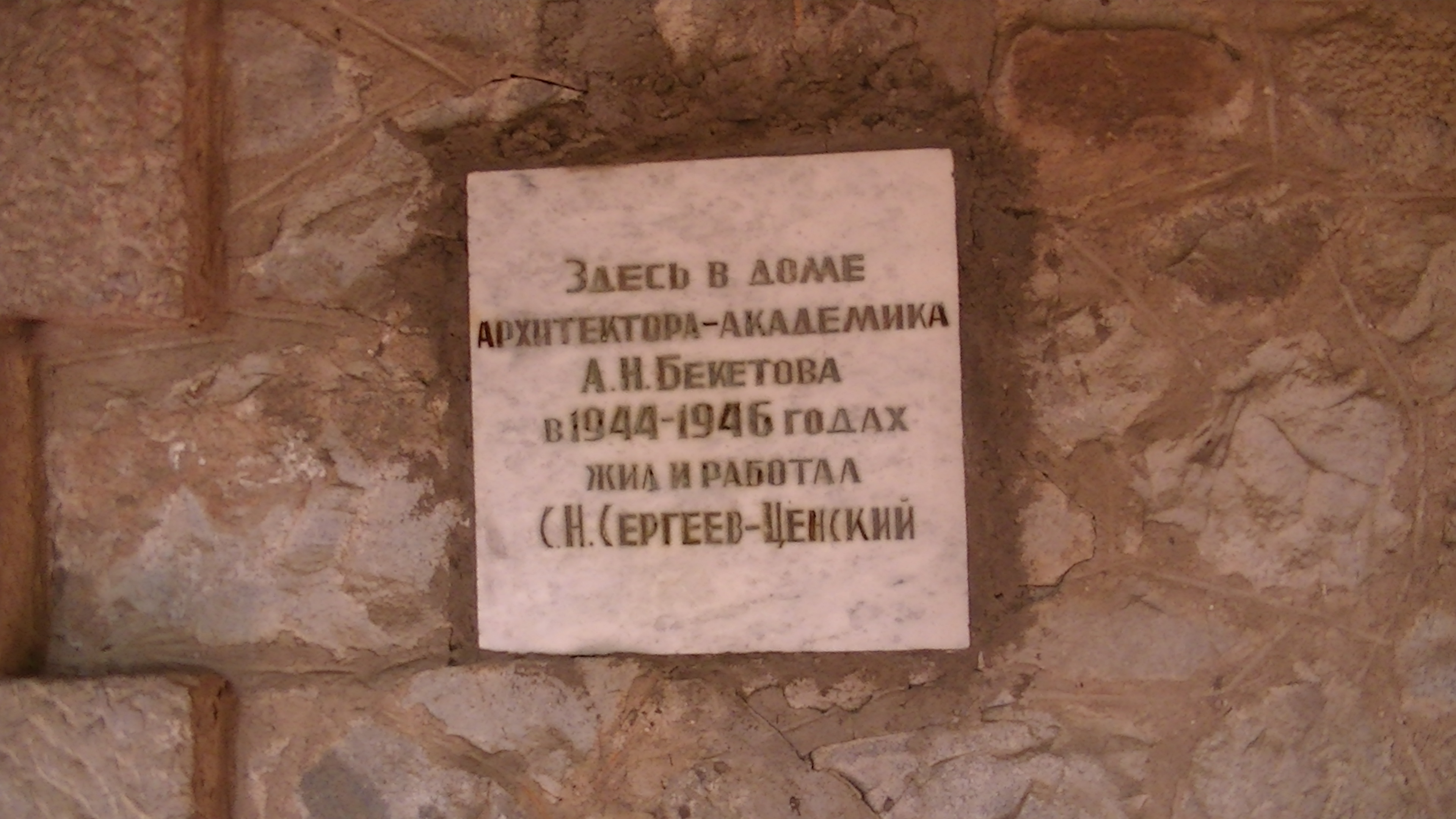
Меморіальна дошка на будинку-музею П. Бекетова
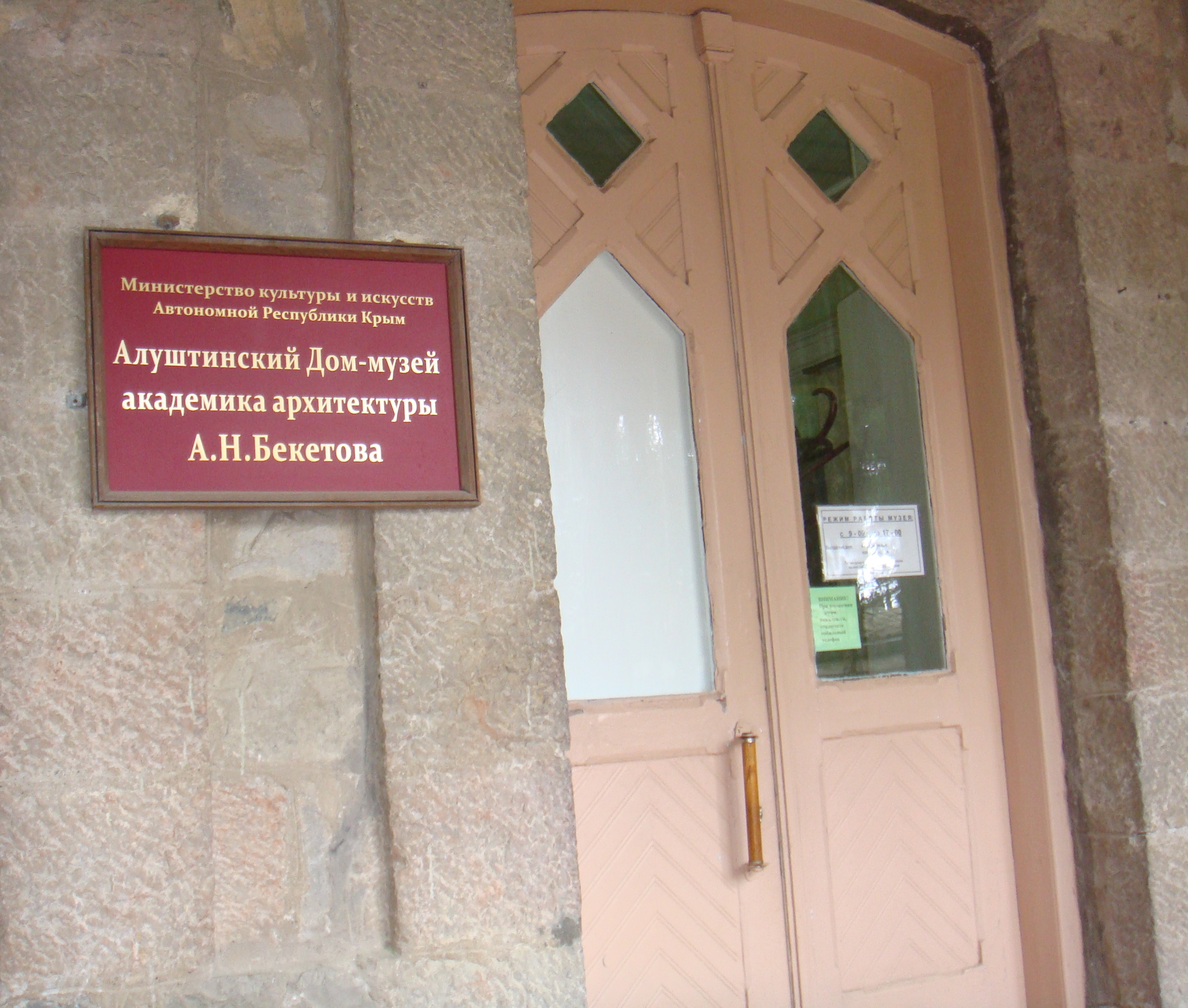
Дім-музей Бекетова. Вхід

## Використані джерела
1. Підготовлено за матеріалами: «Культурное наследие Крыма», в-во Н.Оріанда, Сімферополь 2011 р. — 137 с.
2. http://a-a-ah.ru/dacha-alekseya-beketova(рос.)%5Bнедоступне+посилання+з+серпня+2019%5D